# Альпенбург, Рихард фон
Рихард Маль-Шедль фон Альпенбург (нем. Richard Mahl-Schedl, Ritter von Alpenburg; 1886, Инсбрук — ?) — австрийский дирижёр. Внук поэта Иоганна Непомука фон Альпенбурга.
Помимо музыкального образования прошёл также курс в Институте музыки и ритма Эмиля Жак-Далькроза (в 1911 году, сразу после его открытия). Некоторое время работал дирижёром в Санкт-Галлене, затем в Австрии, в 1919 г. занял место главного дирижёра в Любекском городском театре. Вершиной карьеры фон Альпенбурга был пост генеральмузикдиректора Мюнстера в 1927—1931 гг., на котором он возвратил Мюнстерский симфонический оркестр от модернистского репертуара, усвоенного предыдущим руководителем Рудольфом Шульцем-Дорнбургом, к более консервативным программам, а также основал Вестфальский брукнеровский союз (как отделение Международного Брукнеровского общества). В 1933—1934 гг. был генеральмузикдиректором Инсбрука, возглавлял также Инсбрукскую консерваторию.
Опубликовал клавирное переложение оперы Вальтера Браунфельса «Уленшпигель» (1913).